# Kościół św. Wawrzyńca w Kempten
Kościół św. Wawrzyńca – kościół w Kempten w Niemczech, w kraju związkowym Bawaria, wzniesiony w drugiej połowie XVII w. Do 1803 stanowił kościół klasztorny benedyktyńskiego opactwa Kempten, następnie katolicki kościół parafialny.

## Historia
W 1632 klasztor Kempten został zniszczony przez wojska szwedzkie podczas wojny trzydziestoletniej. Budowę kościoła św. Wawrzyńca rozpoczęto w 1652 na miejscu wcześniejszych, mniejszych świątyń romańskiej i gotyckiej. Wzniesiono go według projektu Michaela Beera, po którego rychłej śmierci prace kontynuował i projekt nieco zmienił Johann Serro. Kościół poświęcono około stu lat od momentu rozpoczęto budowy, a wieże ukończono dopiero około 1900. Kościół wraz z pałacem uważa się za pierwszą monumentalną realizację architektoniczną w Niemczech po wojnie trzydziestoletniej. Początkowo pełnił jednocześnie funkcję kościoła klasztornego i parafialnego. W 1803 klasztor zsekularyzowano, a świątynia stała się wyłącznie kościołem parafialnym. W 1969 papież Pawła VI podniósł ją do rangi bazyliki mniejszej.

## Architektura i wystrój
Beer zaplanował wzniesiony w stylu barokowym kościół jako połączenie dwóch części: ośmiokątnego prezbiterium z kryptą pod spodem, pełniącego funkcję kościoła klasztornego, oraz korpusu nawowego, pełniącego funkcję kościoła parafialnego. Nad prezbiterium wznosi się zwieńczona na wysokości 42 m nad ziemią kopuła. Przy nawach bocznych po 1700 dobudowano cztery okrągłe kaplice. Wnętrza kościoła ozdobione są bogatymi sztukateriami Giovanniego Zuccalliego oraz freskami Andreasa Aspera, bogato rzeźbione są też stalle zakonników. W 1740 powstała para organów w prezbiterium, a w 1866 główne organy (rozbudowane w 1939). Na dwóch 65-metrowych wieżach zawieszono 7 dzwonów.

## Galeria

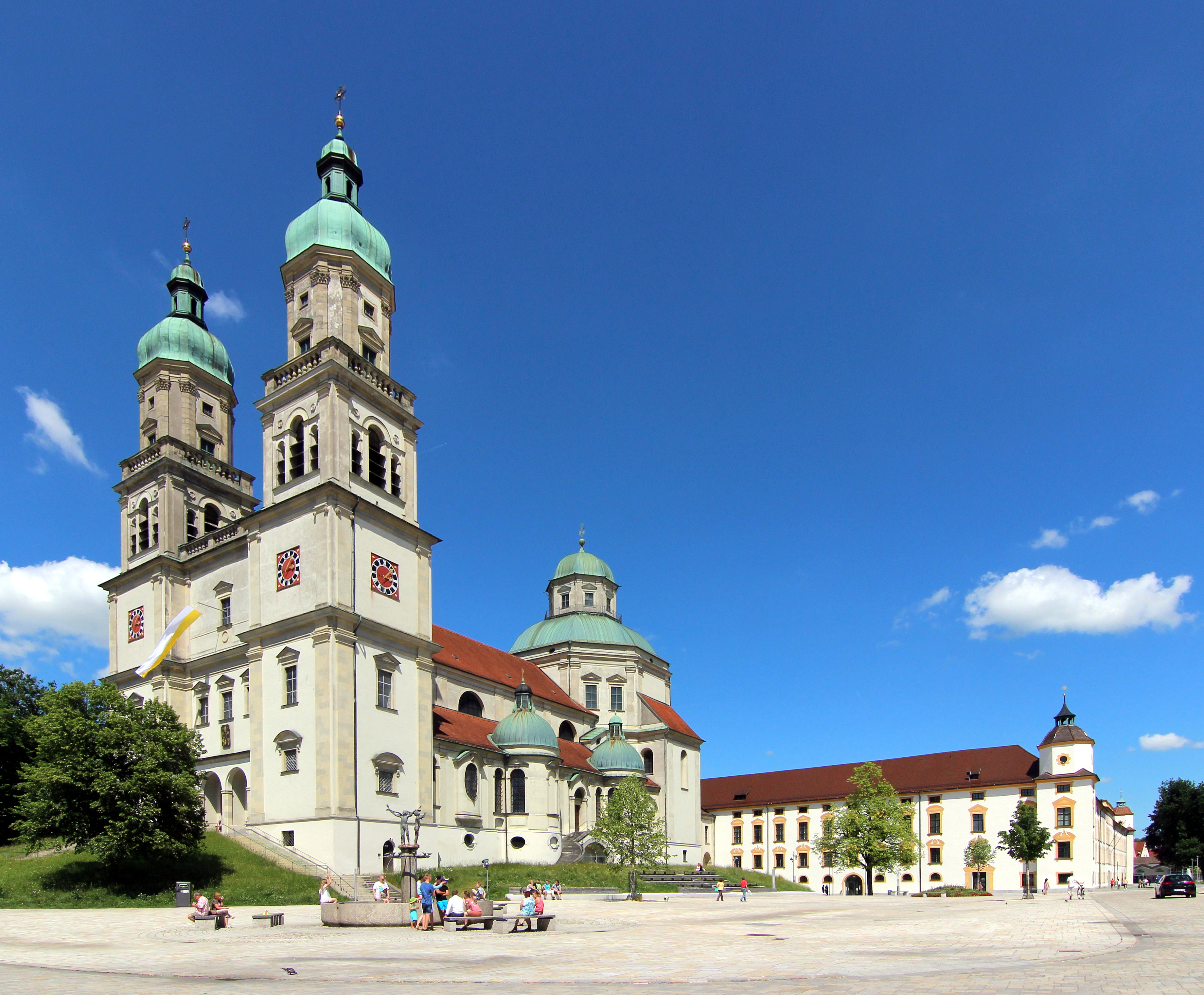
Widok od południowego zachodu, w tle dawny pałac opatów
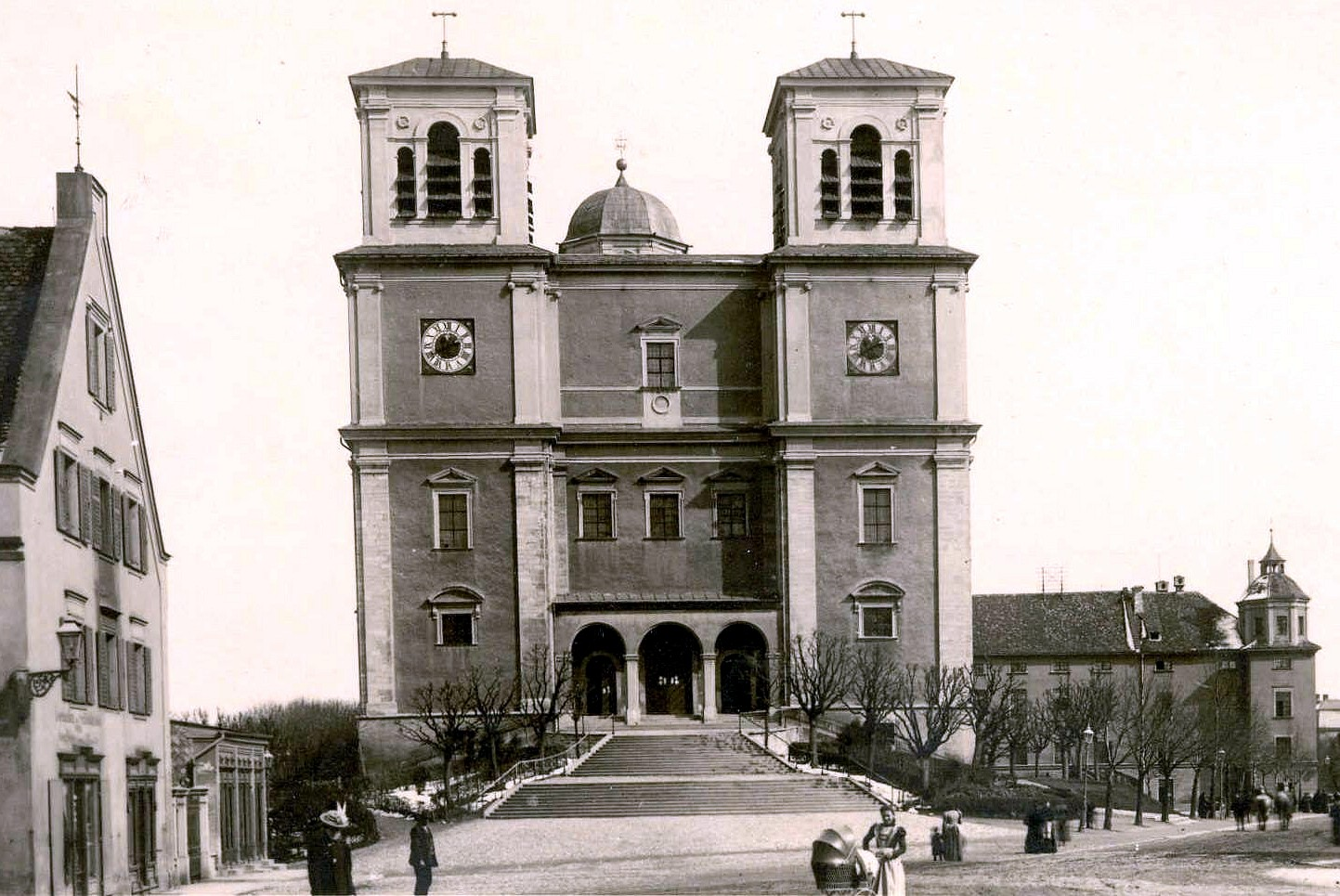
Fasada kościoła w końcu XIX w.
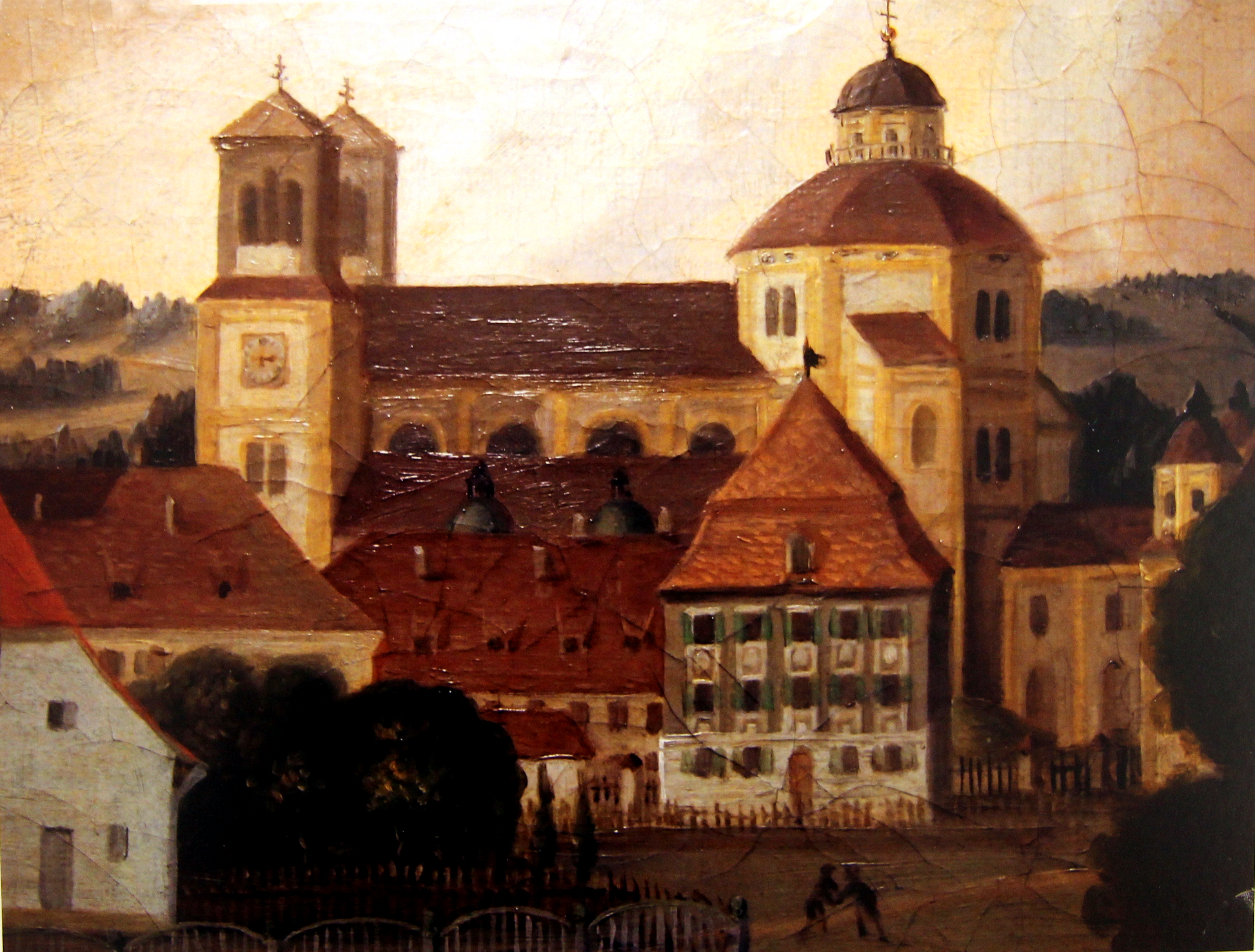
Widok od południa na początku XIX w.
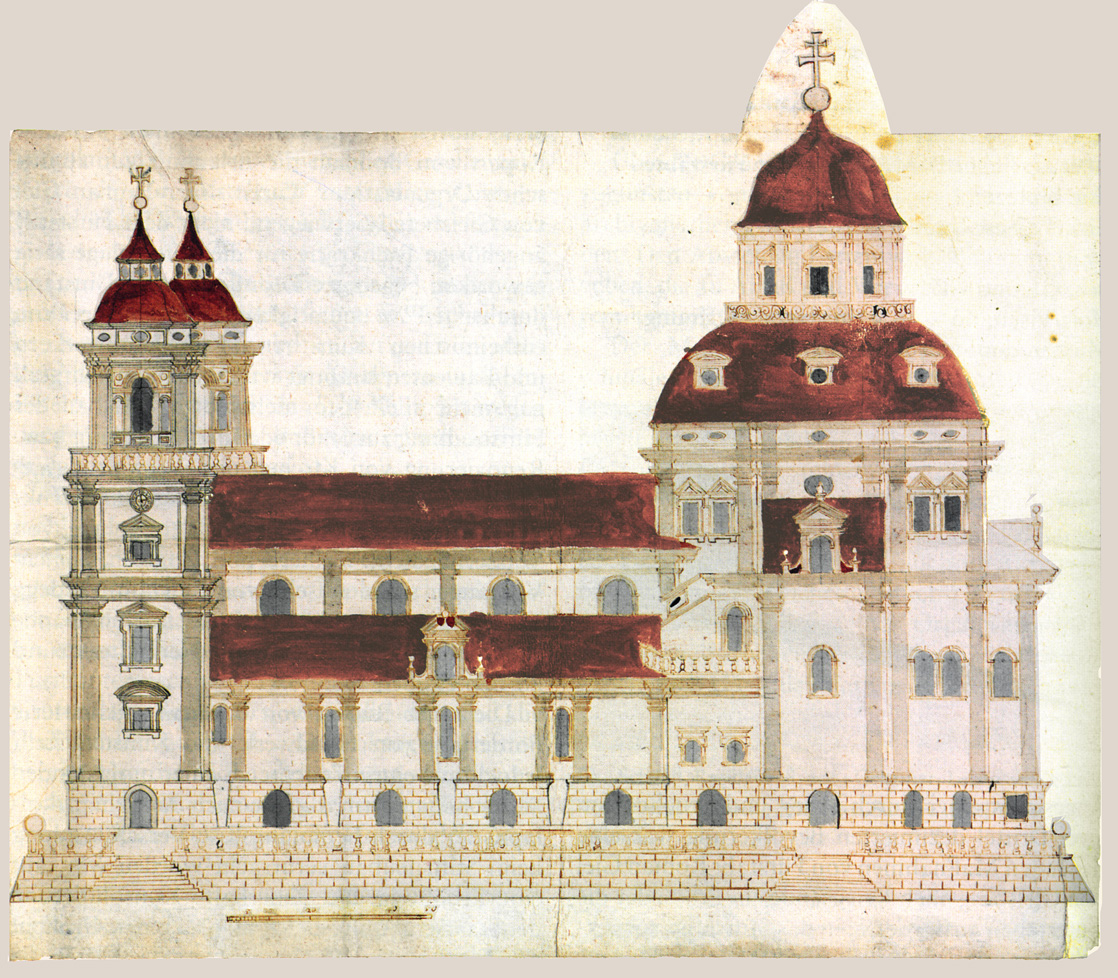
Plan budowy z połowy XVII w.
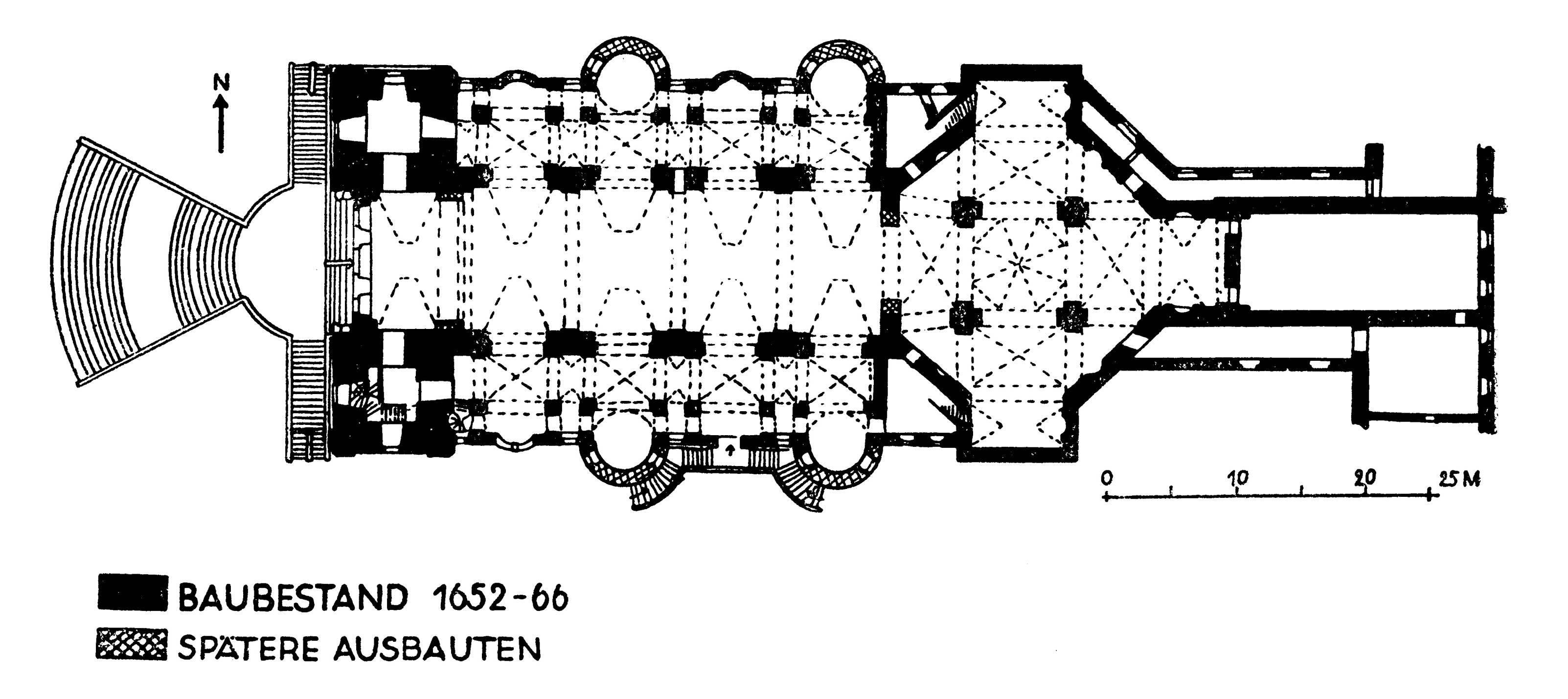
Plan kościoła
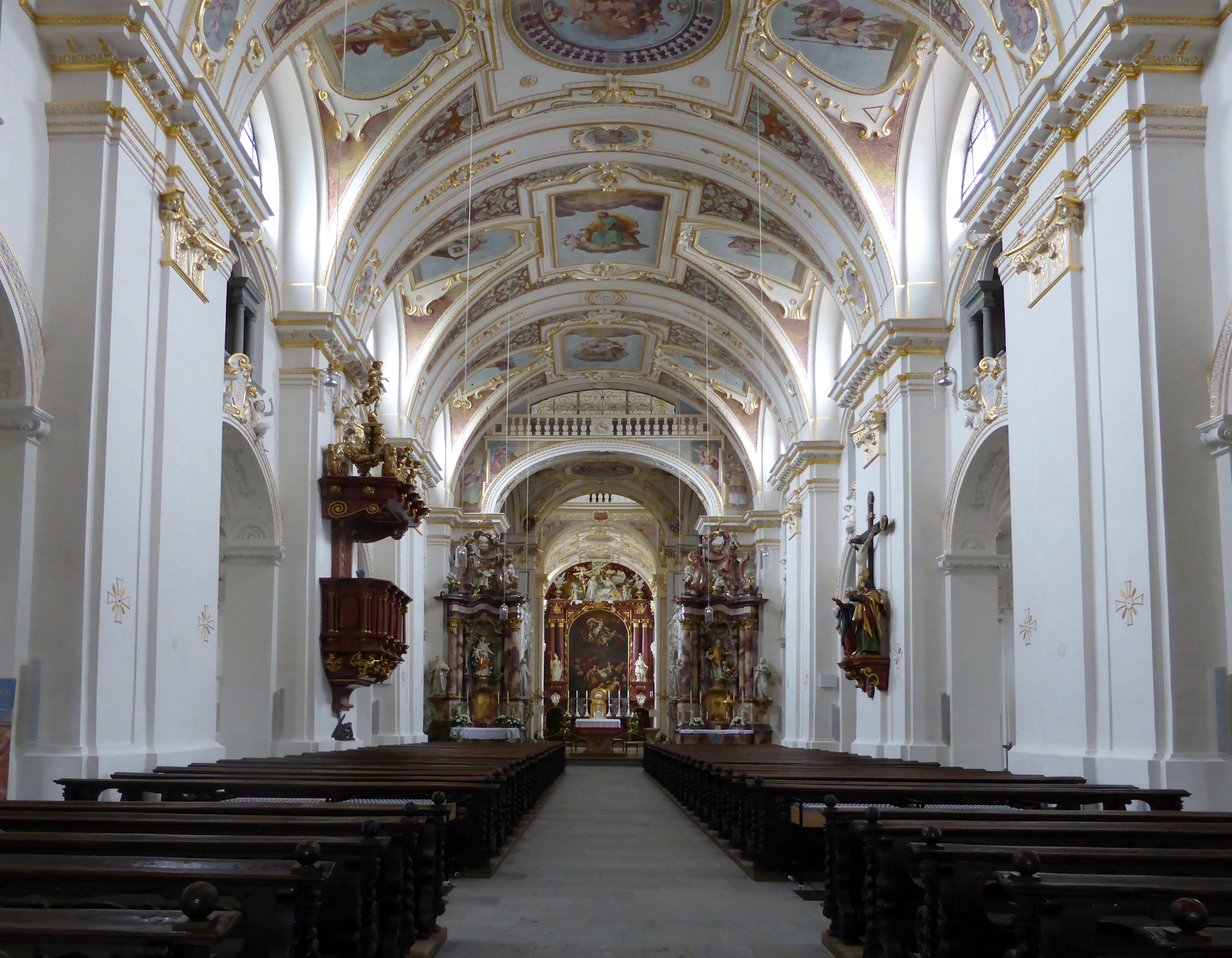
Wnętrze kościoła
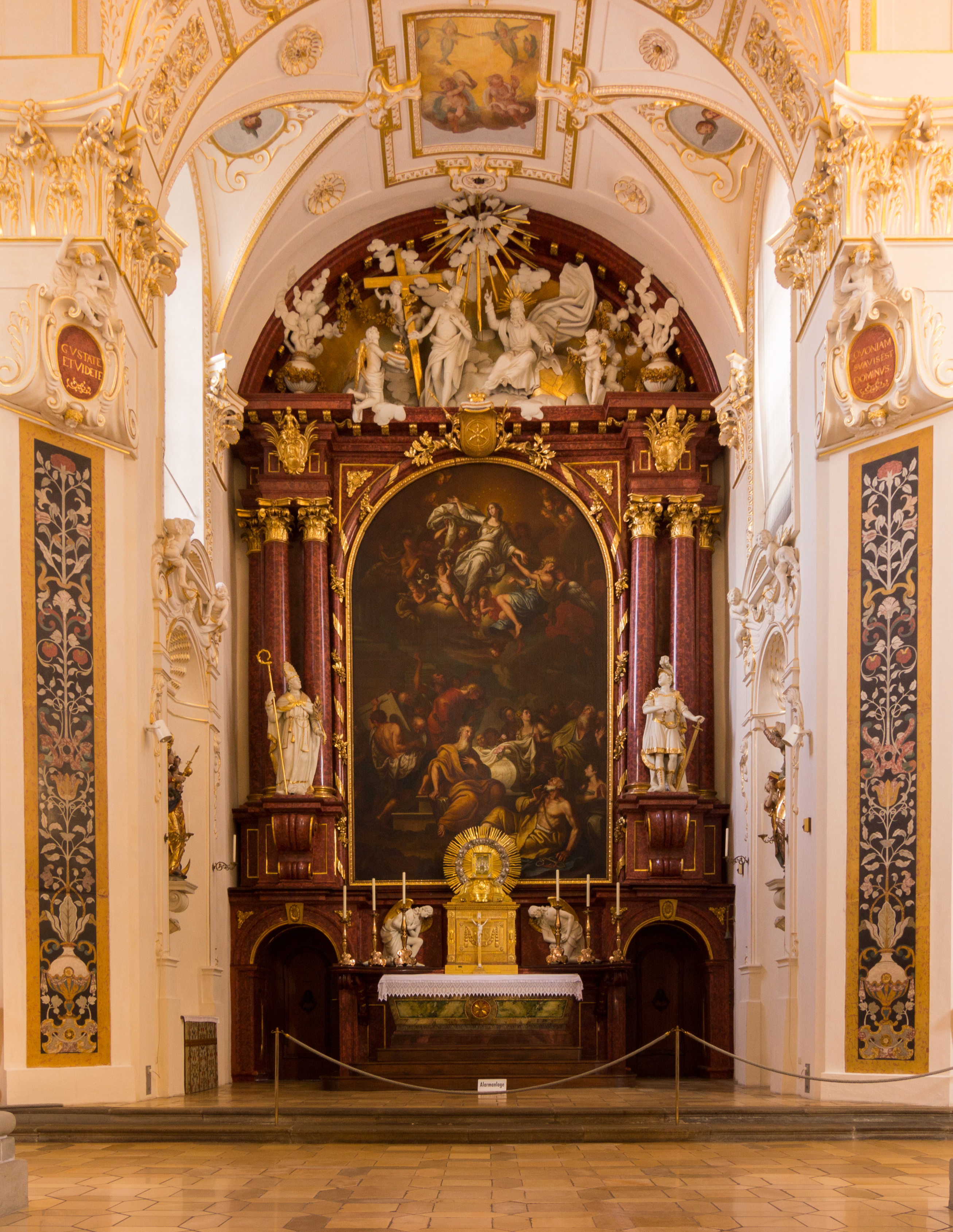
Główny ołtarz
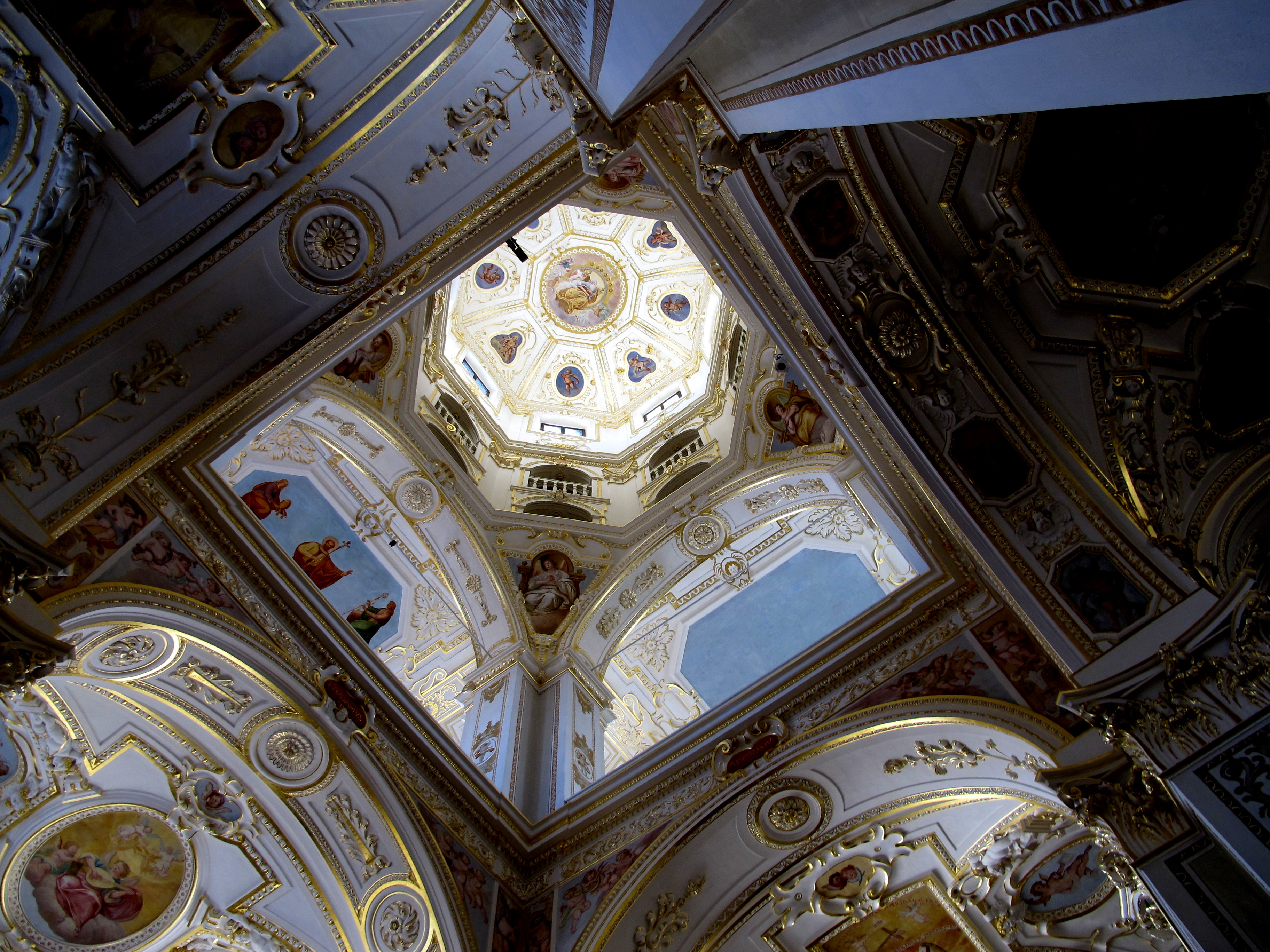
Wnętrze kopuły kościoła